# Villerouge-Termenès

Villerouge-Termenès este o comună în departamentul Aude din sudul Franței. În 1 ianuarie 2022 avea o populație de 163 de locuitori.